# Observatório meteorológico de alta montanha em Śnieżka

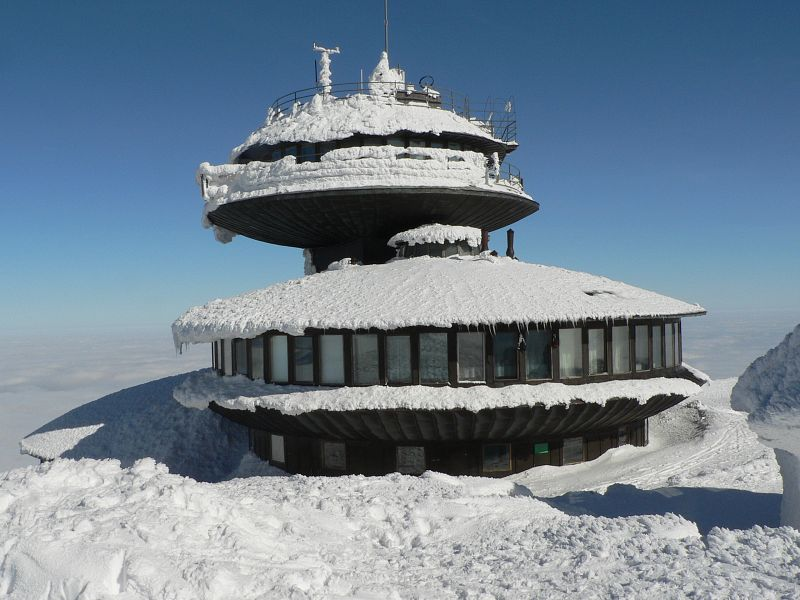
Observatório meteorológico

Observatório Meteorológico de Alta Montanha Tadeusz Hołdys em Śnieżka (nome usado anteriormente: o Observatório de Alta Montanha Tadeusz Hołdys em Śnieżka) - uma instalação do Instituto de Meteorologia e Gestão da Água, localizado em Śnieżka - o pico mais alto das Montanhas Karkonosze e no mesmo tempo em todo o Sudetes, a uma altitude de 1602 m acima do nível do mar. Desde 1985, o observatório foi nomeado em homenagem a Tadeusz Hołdys, um diretor de longa data do observatório.

## O início da observação
A história das observações meteorológicas em Śnieżka remonta a 1824. Inicialmente, foram realizadas na capela de st Wawrzyniec, que foi convertido em pousada turística, e tinha um caráter irregular. Em 1889, por iniciativa de Johann Pohl, uma estação meteorológica de 2ª classe foi inaugurada no albergue do lado da Silésia.

## A construção do antigo observatório

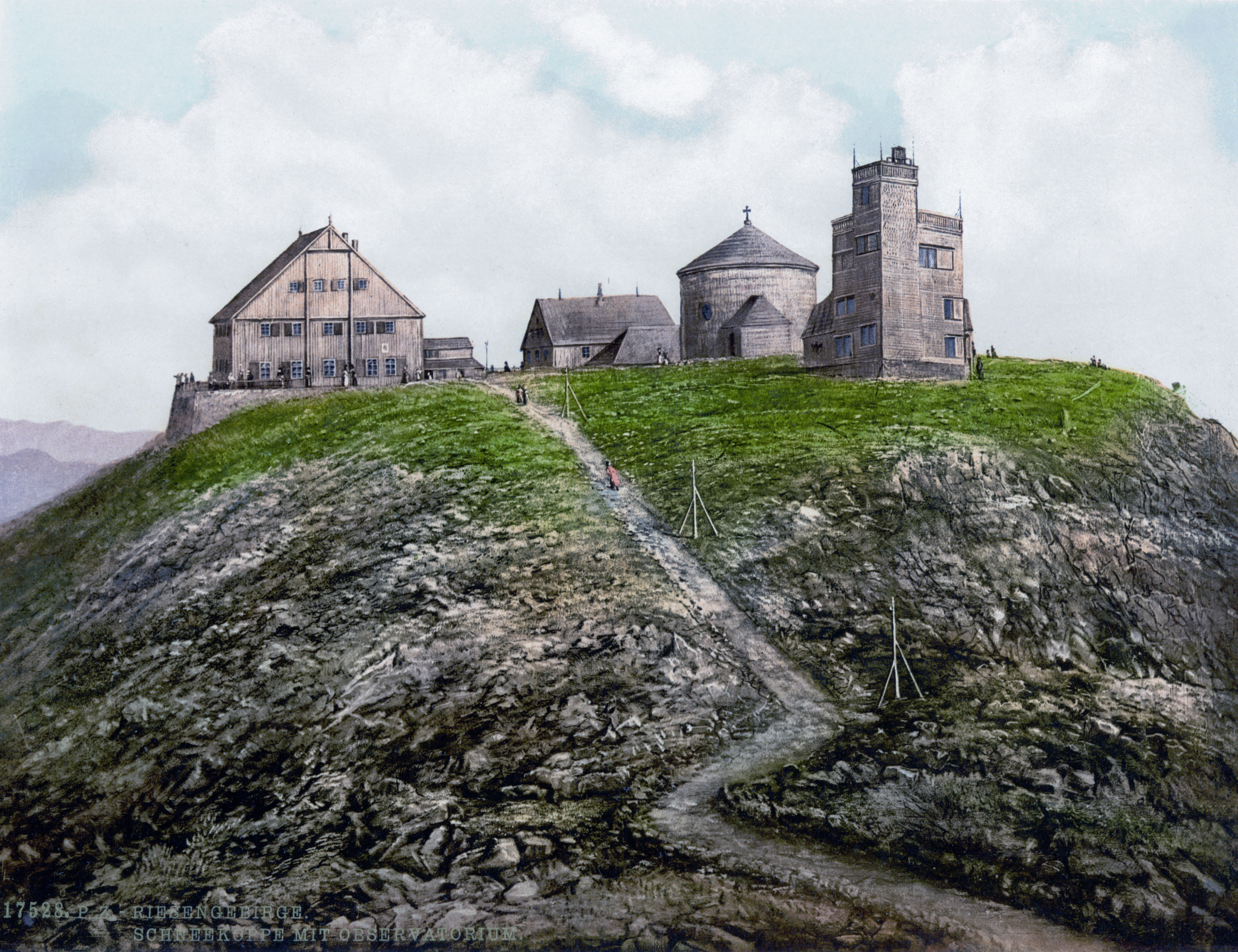
A construção do antigo observatório por volta de 1900 (primeiro a partir da direita)

Em 1897, houve um projeto para construir um edifício de observatório separado. A construção começou dois anos depois. O prédio foi utilizado para medições a partir de 5 de julho de 1900 como observatório meteorológico de 1ª turma. Tinha o formato de uma torre de três andares, 16 m de altura, com dois pequenos terraços na cobertura. O esqueleto estrutural do edifício era constituído por toras de carvalho e lariço, fixadas com parafusos até 4 m de comprimento, preenchido com amianto de 18 cm de espessura e cubos de cortiça revestidos com juta embebida em gesso. A camada de isolamento externa era feita de placas e feltro para telhados, enquanto a parte interna era de papelão. A torre foi estabilizada por uma camada de pedras de 5 toneladas, colocada sob o terraço. A coisa toda estava ancorada no solo rochoso com cordas de aço. O prédio também foi protegido contra a queda de um raio com três pára-raios. As medições foram realizadas em terraços e em um jardim meteorológico localizado no lado austro-húngaro.

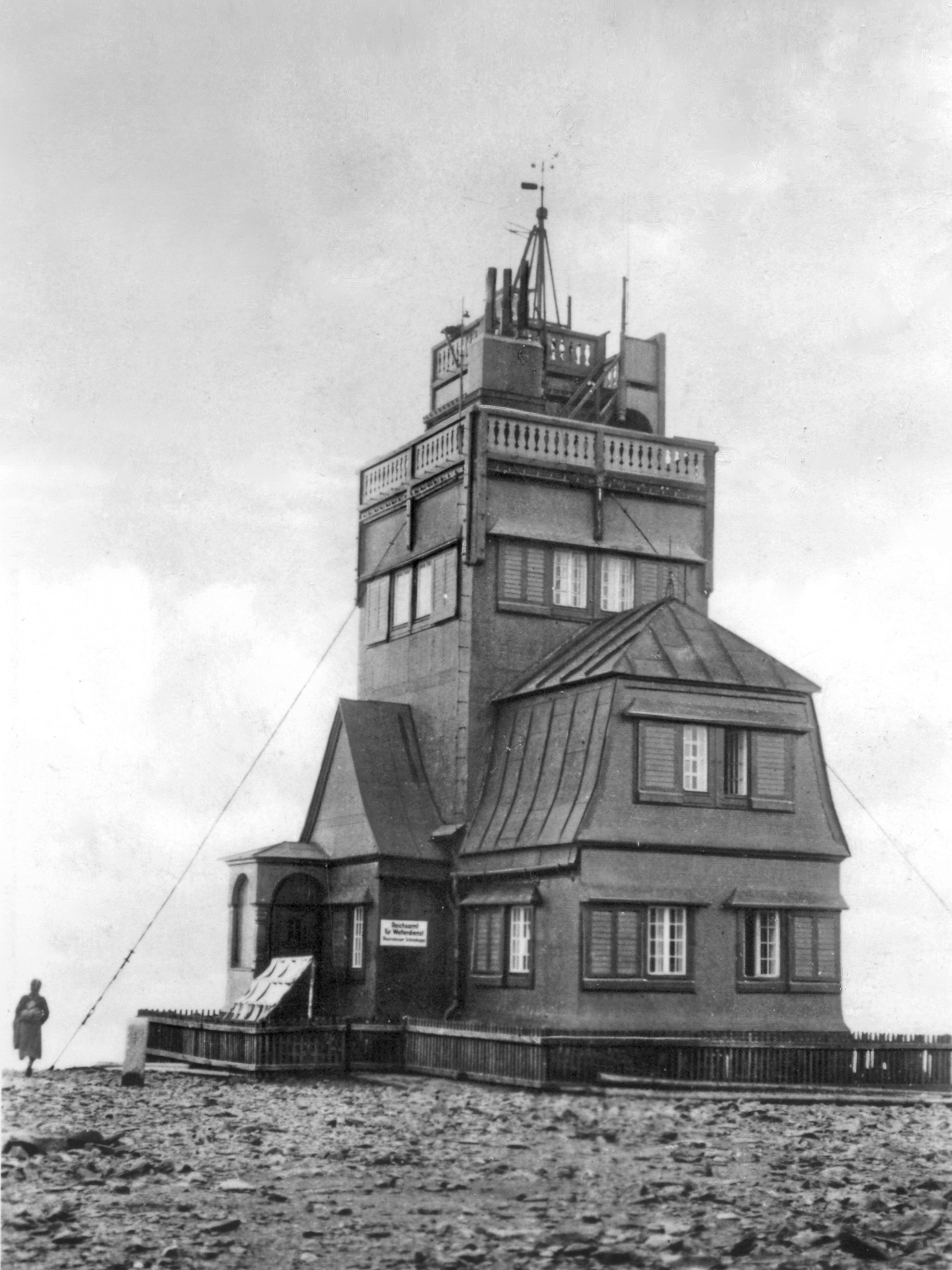
A construção do antigo observatório em 1942

O edifício sobreviveu à Primeira e Segunda Guerra Mundial. Em 16 de julho de 1945, o serviço meteorológico polonês começou a observar o prédio. O edifício foi submetido a difíceis condições climáticas no topo. O edifício foi renovado várias vezes. Em meados da década de 1950, optou-se pela construção de um novo observatório, mas a implantação teve início na segunda metade da década de 1960. A partir de 1º de janeiro de 1975, foram realizadas observações comparativas no antigo e no novo observatório. As medições no antigo prédio foram concluídas em 23 de outubro de 1976. Previa-se a desmontagem do prédio e o transporte para outro local, onde serviria de museu dedicado à meteorologia. Em 1978, o Instituto de Meteorologia e Gestão da Água doou as instalações para um "zloty simbólico" à cidade de Karpacz. Era para ser transferido para as proximidades do Museu do Desporto e Turismo, mas este projecto nunca se concretizou. Em 1989, o edifício, que se encontrava em degradação há 13 anos, foi demolido de uma forma que não considerou a sua reconstrução.

## Novo observatório
O novo edifício do observatório foi erguido nos anos 1966-1974 (a construção foi concluída em 13 de novembro de 1974), poucos metros a oeste do local onde o antigo abrigo polonês (e até 1945 alemão) em Śnieżka estava localizado . A estrutura é feita de concreto armado, aço, alumínio (incluindo revestimento externo) e vidro. Os designers do edifício foram o arquitecto Dr. Eng. Witold Lipiński (posteriormente prof. Ph.D., Eng.) E arquiteto, M.Sc. Waldemar Wawrzyniak (posteriormente Ph.D. Eng.) Da Universidade de Tecnologia de Wrocław, que venceu o concurso SARP para o projeto de construção.

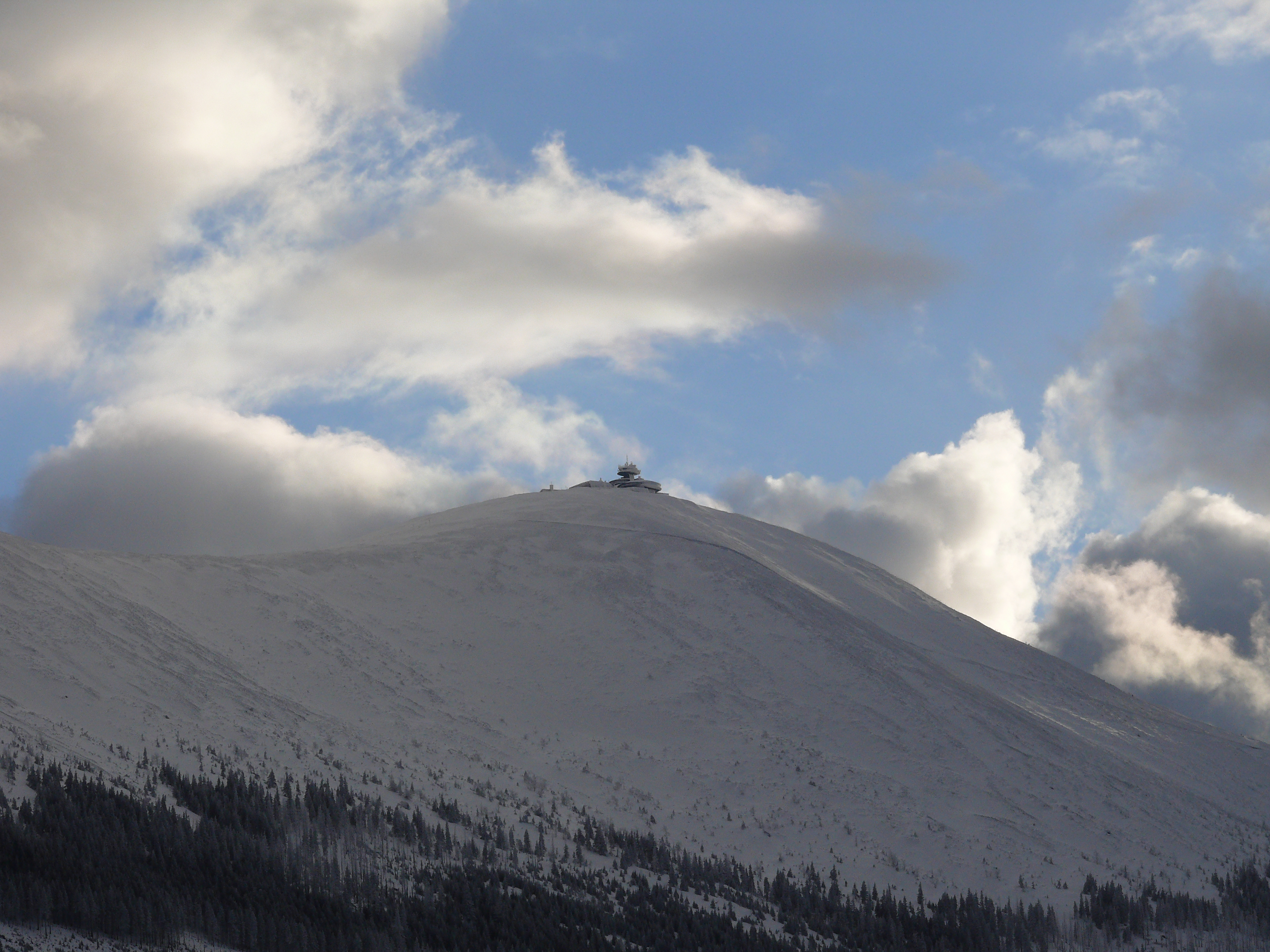
A construção do novo observatório - vista das Rochas de Corvos em Karpacz

O edifício tem a forma de três blocos em forma de disco interligados (às vezes também chamados de pratos ou discos, devido à semelhança com discos voadores). Witold Lipiński explicou a forma do edifício da seguinte forma: Na década de 1950, falava-se muito sobre veículos voadores não identificados e eu sempre fui fascinado por linhas curvas e espaços esféricos - decidi que o observatório PIHM em Śnieżka teria a forma de placas. A estrutura dos discos é uma treliça de aço, centralmente baseada em uma fundação de concreto. Presumia-se que o edifício viria a substituir o antigo observatório e o antigo abrigo de 1862, devido ao mau estado técnico dos edifícios e ao aumento do tráfego turístico. Em última análise, no entanto, não fornece funções de acomodação, localizando apenas um observatório e um restaurante nas instalações. A construção do novo edifício do observatório foi premiada na Exposição Mundial de Arquitetura do México. A observação no novo edifício começou em 1 de janeiro de 1975. O observatório era administrado por, entre outros, Tadeusz Hołdys e Józef Pawłowski (nos anos 1983-2000). Atualmente, o gerente é Piotr Krzaczkowski (2000).

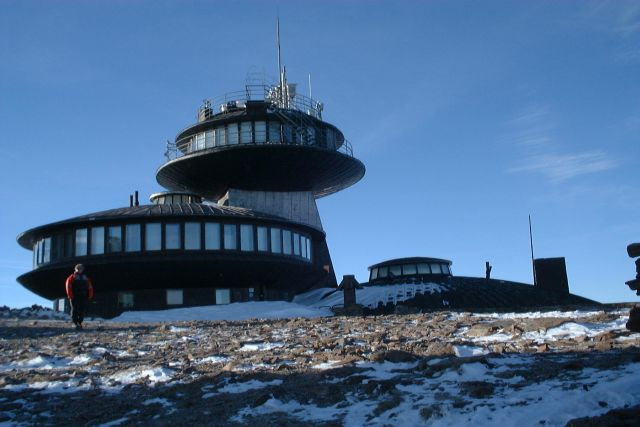
A construção do novo observatório - vista do leste

Em 1º de novembro de 2015, o Instituto de Meteorologia e Gestão da Água fechou a parte do restaurante até novo aviso. Em fevereiro de 2020, devido a fortes ventos, a cobertura foi danificada. Em junho de 2020, o edifício foi inscrito no registo de monumentos.

## Construção de um novo observatório

### O disco superior
O disco mais alto - atingindo uma altura de 1.620 m acima do nível do mar. - abriga um observatório meteorológico. Ele tem o menor diâmetro - cerca de 13 m. Ele está situado em um poço de concreto armado, acima dos outros discos. Distingue-se dos demais por uma galeria externa que circunda o disco e um terraço para as medições na cobertura. Possui janelas em todo o perímetro.

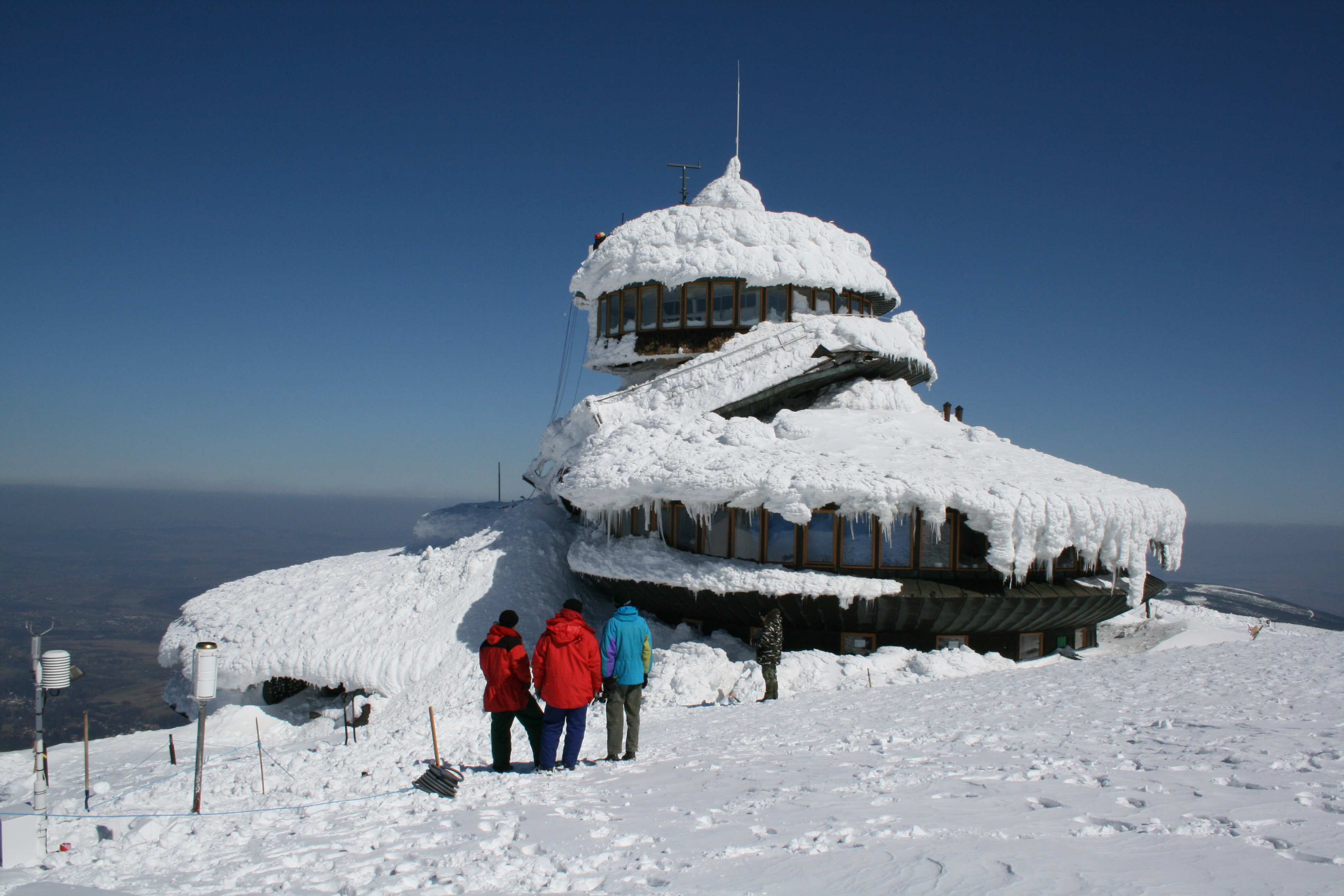
Observatório na montanha Śnieżka logo após o desastre da construção, em 03.2009.

### Disco médio
O disco médio, com aproximadamente 20 m de diâmetro, está localizado no lado sul. Existem instalações técnicas do observatório, salas dos funcionários do observatório e armazéns. Ele é conectado ao eixo no qual o disco superior se apoia. Há uma clarabóia no teto do disco. O disco tem um porão.

### Disco inferior
No disco inferior, ao nível do qual se encontra a entrada do observatório do lado poente, encontra-se um restaurante público, de onde se pode admirar a vista para o Vale da Jelenia Góra, uma loja de souvenirs, um local de descanso para turistas e casas de banho. Este disco está localizado no lado norte e tem o maior diâmetro - aproximadamente 30 m. Há uma clarabóia no teto do disco. O disco tem um porão.

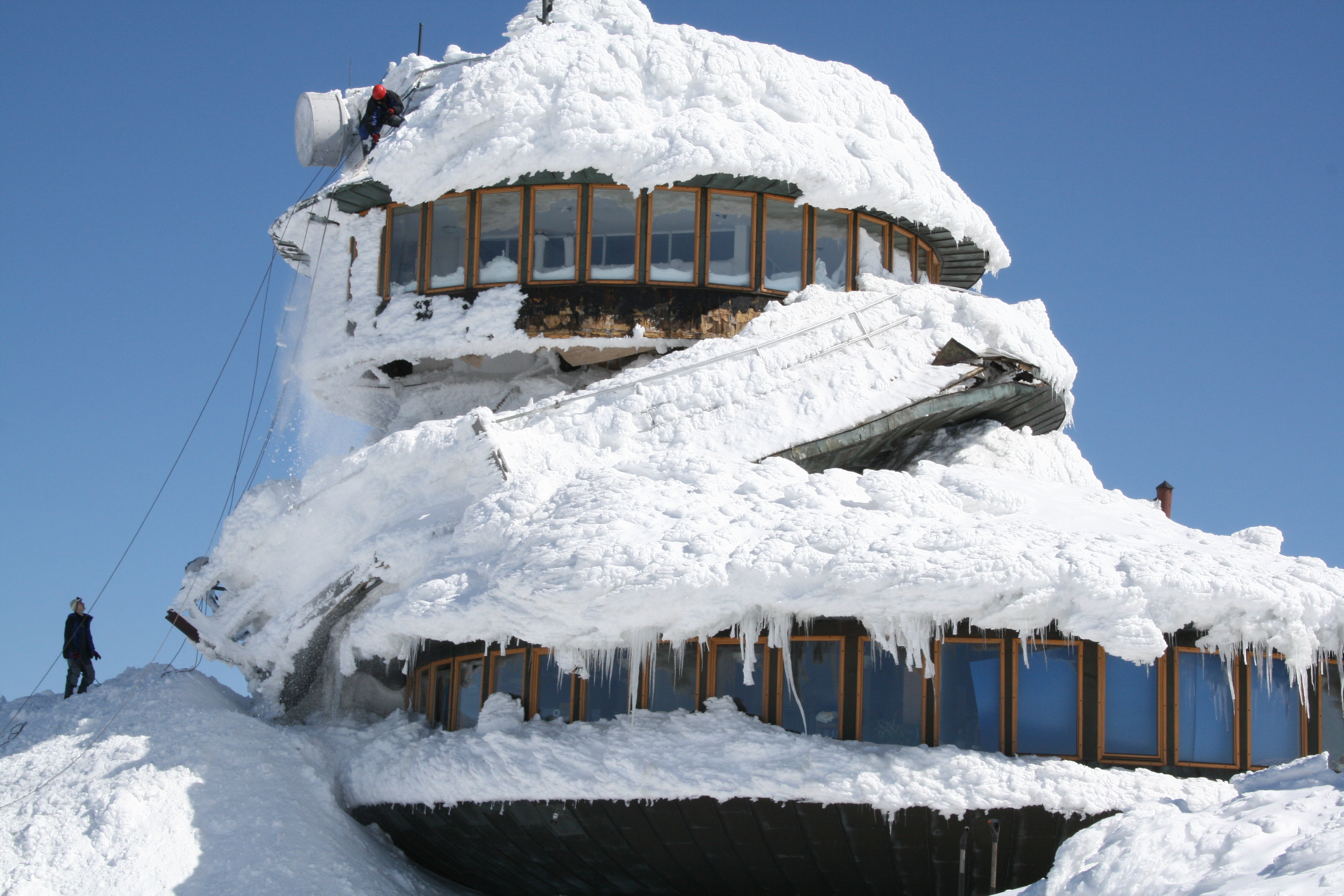
Observatório em Śnieżka, 03.2009

## Controvérsias
Desde o seu início, o novo edifício tem suscitado polêmica, incl. devido à falta de referência à arquitetura de montanha e Sudeten. No entanto, ele aderiu à tendência de edifícios futuristas erguidos naqueles anos nos Sudetes, na então Tchecoslováquia, representada, entre outros, por pelo hotel no topo de Ještěd (1966-1973) ou pela torre de transmissão RTV em Pradziad (1977-1983).

## Jardim climático

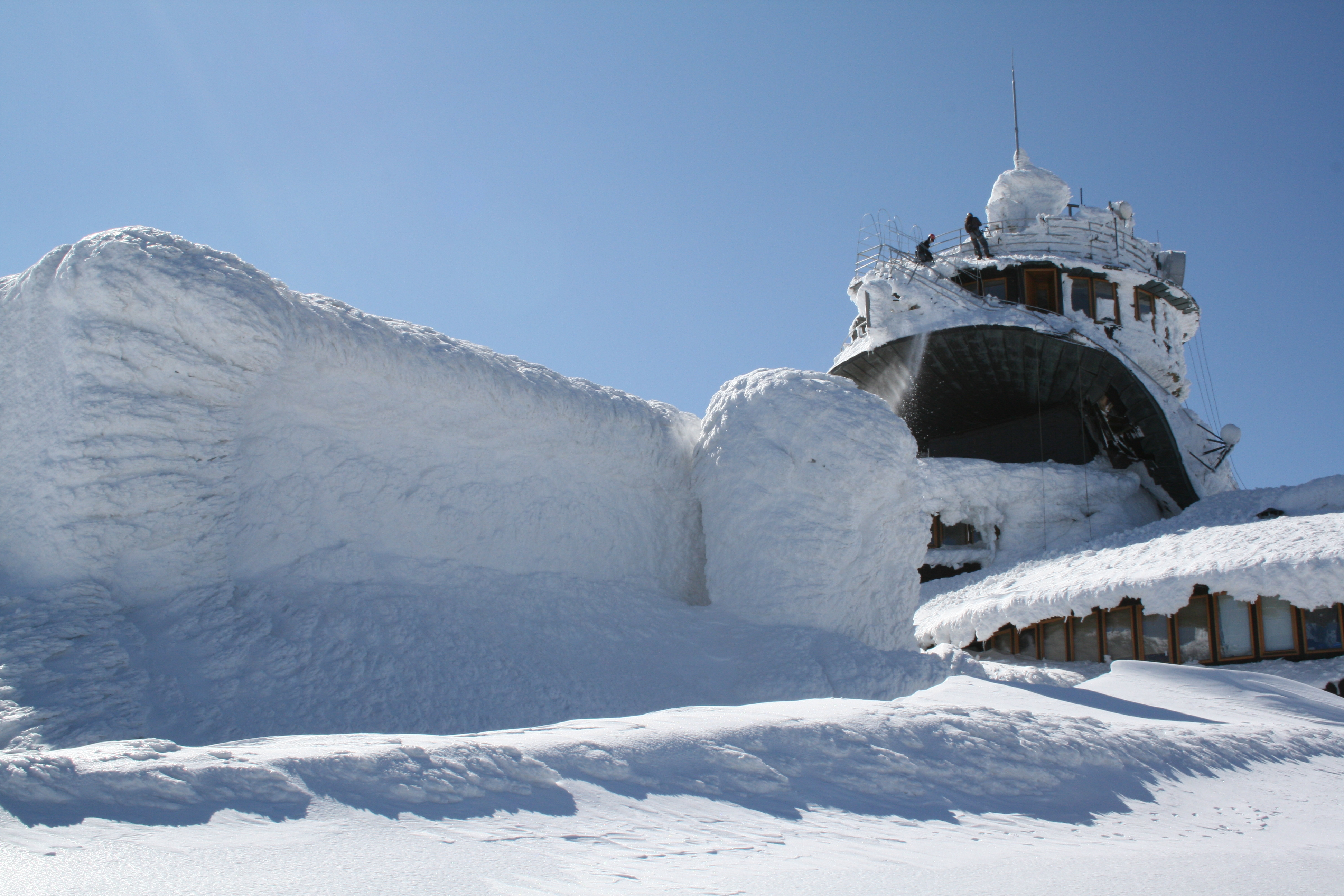
Observatório em Śnieżka, 03.2009

Um jardim meteorológico está localizado a poucos metros do prédio, na fronteira do estado com a República Tcheca, no lugar do antigo prédio do observatório. O jardim deste local está a funcionar desde 1991, altura em que foi transferido do local do lado checo.

## Observações conduzidas

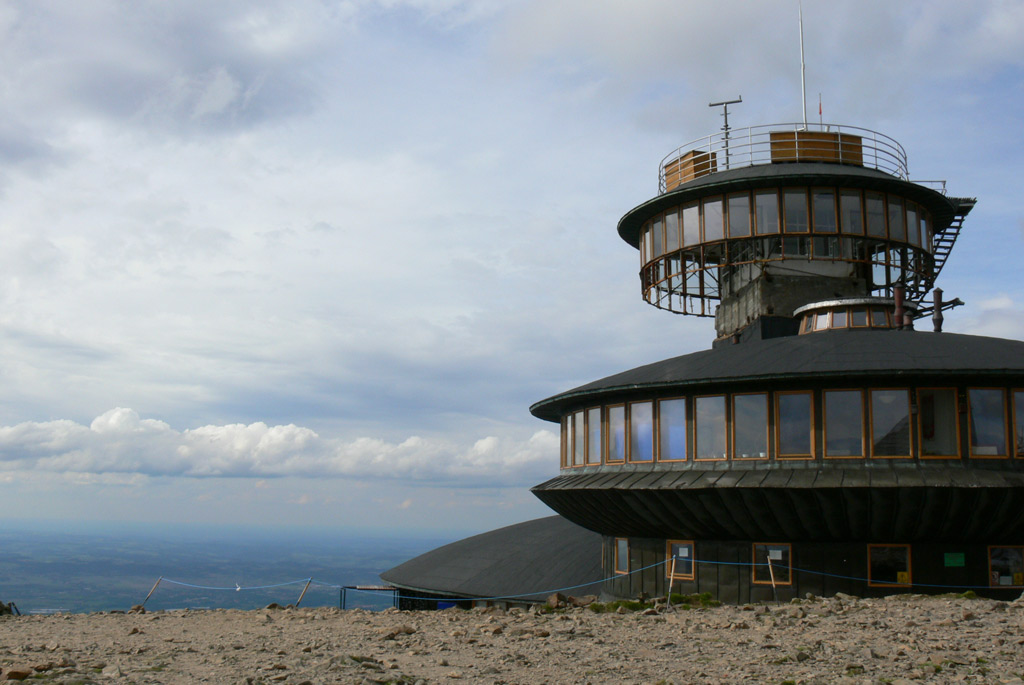
Observatório em Śnieżka após a catástrofe. Em junho de 2009

O observatório de Śnieżka é um dos dois observatórios do Instituto de Meteorologia e Gestão da Água, junto a Kasprowy Wierch, incluído no sistema global de estações de alta montanha. Em Śnieżka, a temperatura média anual excede ligeiramente os 0 ° C, no mês mais quente é de 10,6 ° C. A temperatura mais alta registrada no observatório foi de 25,9 ° C (1892). No pós-guerra, a maior temperatura na localização atual do observatório foi registrada em 28 de julho de 2013: 24,6 ° C. O pico de Śnieżka é caracterizado por ventos de furacão. A maior velocidade média do vento de 10 minutos registrada aqui (21 de fevereiro de 2004) é de 65 m / s, ou seja, 234 km / h. As rajadas de vento recordes atingem 80 m / s. O pico de neblina ocorre ao longo de 300 dias por ano. Por cerca de meio ano (geralmente de outubro a maio), há cobertura de neve no cume. A precipitação média excede 1000 mm.

## Atividades educativas do observatório
Há um Ponto de Educação Ecológica no observatório, onde você pode aprender sobre o funcionamento dos instrumentos meteorológicos.

## Desastres no observatório

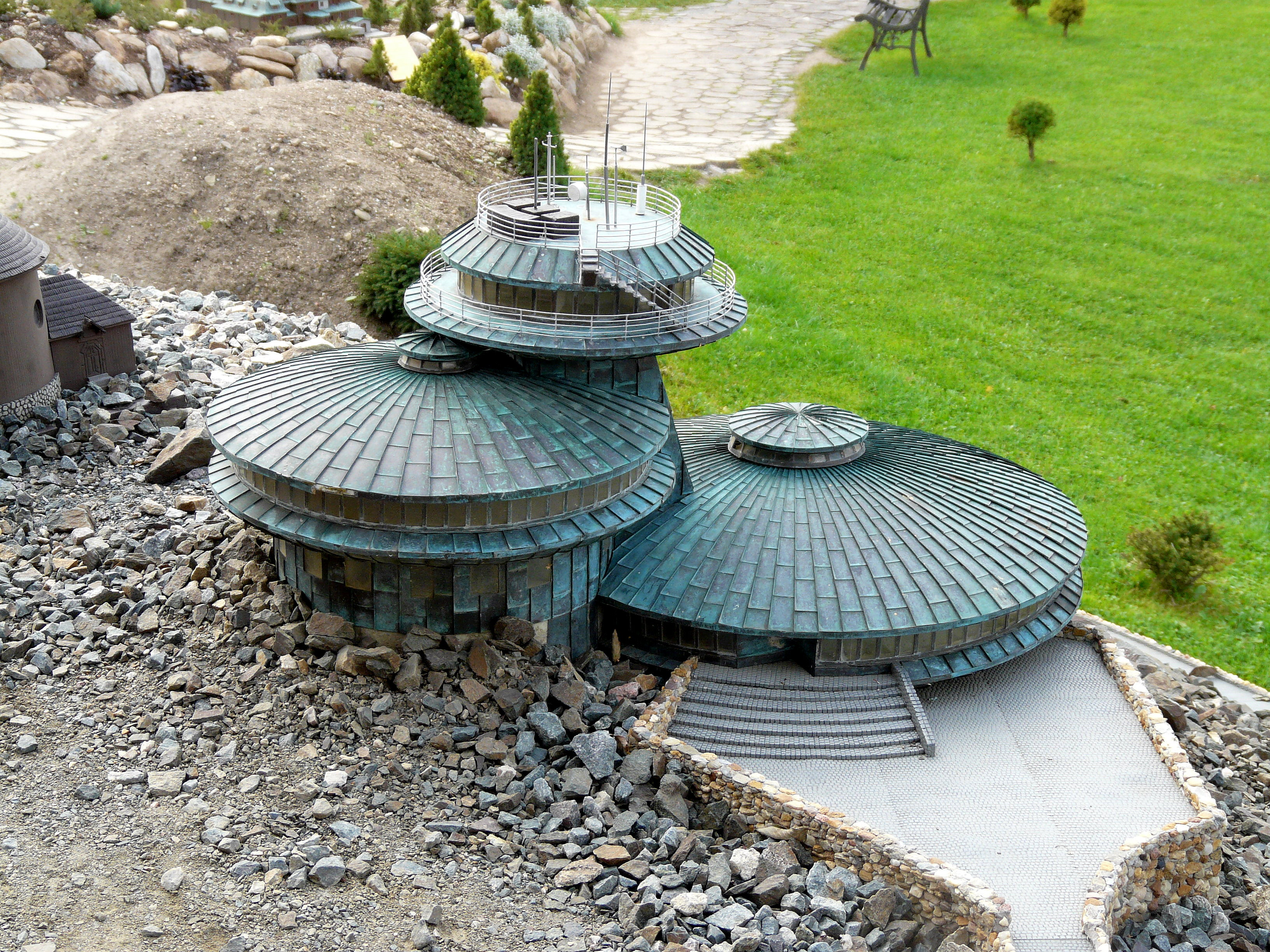
Miniatura do restaurante e observatório em Śnieżka

### 1962
Em outubro de 1962, uma das paredes de empena do antigo observatório quebrou. Devido a esta situação, o arquitecto distrital de Jelenia Góra emitiu uma ordem para abandonar o edifício dentro de 48 horas. Para dar continuidade às observações, foi realizada uma reforma protetora, consistindo na substituição de elementos podres e no reforço das paredes.

### Ano de 2009
Em 11 de março, os meteorologistas que trabalhavam no observatório sentiram um leve choque. Em 12 de março de 2009, foi ouvido um forte estalo e foram notadas rachaduras na parede e uma protuberância no piso do disco superior do observatório. Os funcionários foram evacuados do observatório e o equipamento de medição foi transferido para o disco do meio. As instalações e as rotas turísticas do lado polonês que levam à cúpula foram fechadas na sexta-feira, 13 de março. Em 16 de março, ocorreu um desastre de construção. A estrutura de aço de suporte do disco superior foi danificada - os suportes destacados do fuste de concreto armado com um dano simultâneo de 2/3 da circunferência da carcaça. No final de março, começaram as obras de demolição da parte danificada do disco superior. Em outubro de 2009, a unidade foi reconstruída. Observações meteorológicas foram realizadas o tempo todo, porque o observatório meteorológico em Śnieżka é um dos dois observatórios poloneses do IMGW incluídos no sistema global de estações de alta montanha e é obrigado pela Organização Meteorológica Internacional (OMM) a conduzi-las sem interrupção.

## Curiosidades
- Um modelo em escala 1:25 do High Mountain Observatory em Śnieżka pode ser visto no Parque DE miniaturaS dos Monumentos da Baixa Silésia em Kowary.
- O edifício do High Mountain Observatory em Śnieżka é um símbolo do de Estudantes dos Guias dos Sudetos em Wrocław.